# Интертото куп 2008.
Интертото куп 2008. је 47. и последња година овог клупског европског такмичења у фудбалу, 14-ти пут у организацији УЕФЕ. које се и ове године одржава по измењеном систему такмичења из 2005. године. Од 2009. европска клупска такмичења ће бити другачије организована.

## Систем такмичења
Свака земља чланица УЕФА има у овом такмичењу по једног представника. То је први клуб пласиран у протеклом првенству тих земаља, иза клубова који су се пласирали у Лигу шампиона и УЕФА куп.
Представници чланица УЕФА се на старту разврставају према регионалној подели у три кола, у зависности од успеха који је њихова земља имала у досадашњим такмичењима у организацији ФИФА и УЕФА. Укупно учествује 51 клуб из 51 земаље. Због овог броја неопхоодно је одиграти једну квалификациону утакмицу озмеђу жребом одређена два клуба из најслабије групе.
У првом колу 28 клубова из слабије пласираних земаља играју по двоструком куп систему са жребом одређеним противником. где укупно има 14 парова, Победници тих сусрета у другом колу играју по истом систему са нових 14 боље пласираних земаља играју 14 утакмица. Осам клубова из најбоље пласираних земаља, у трећем колу чека победнике другог кола. Свих 11 победника из трећег кола се за пласирају такмичење у УЕФА купу у које се укључују од другог кола квалификација.
У Ниону Швајцарска 21. априла 2008. године извршено је жребање парова за Интертото куп 2008. године.

## Резултати

### Предткмичење
| Меч | Држава   | Клуб | Укупно | 1. меч | 2. меч | Клуб | Држава |
| --- | -------- | ---- | ------ | ------ | ------ | ---- | ------ |
| 1   | Албанија |      |        |        |        |      | Андора |

### Прво коло
Утакмице првог кола се играју у месту првоименоване екипе 21/22. јуна, а реванш мечеви 28./29. јуна 
| Регија            | Меч | Држава              | Клуб               | Укупно | 1. меч | 2. меч | Клуб                | Држава               |
| ----------------- | --- | ------------------- | ------------------ | ------ | ------ | ------ | ------------------- | -------------------- |
| југ - Медитеран   | 1   | Албанија            | Беса Каваја        | 1 : 1  | 0:0    | 1:1    | Етникос             | Кипар                |
| југ - Медитеран   | 2   | Босна и Херцеговина | Челик              | 3 : 3  | 3:2    | 1:2    | Грбаљ               | Црна Гора            |
| југ - Медитеран   | 3   | Хрватска            | Ријека, Ријека     | 0 : 2  | 0:0    | 0:2    | Ренова              | Република Македонија |
| југ - Медитеран   | 4   | Малта               | Хибернијанс        | 0 : 3  | 0:3    | 0:0    | Горица              | Словенија            |
| Централна - Исток | 5   | Казахстан           | Жетису             | 3 : 6  | 1:2    | 2-4    | Хонвед, Будимпешта  | Мађарска             |
| Централна - Исток | 6   | Јерменија           | МИКА, Јереван      | 2 : 2  | 2:2    | 0:0    | Тираспол            | Молдавија            |
| Централна - Исток | 7   | Азербејџан          | Нефтчи Баку        | 3 : 3  | 2:0    | 1-3    | Нитра               | Словачка             |
| Централна - Исток | 8   | Пољска              | Краковија          | 2 : 5  | 1:2    | 1:3    | Шахтјор Солигорск   | Белорусија           |
| Централна - Исток | 9   | Луксембург          | Ецела              | 2 : 2  | 0:0    | 2:2    | Локомотива, Тбилиси | Грузија              |
| Север             | 10  | Литванија           | Ерканас, Паневежис | 4 : 0  | 1:0    | 3:0    | Нарва Транс         | Естонија             |
| Север             | 11  | Фарска Острва       | Торсхавн           | 1 : 4  | 1:4    | 0:0    | Елфсборг Борос      | Шведска              |
| Север             | 12  | Ирска               | Бохимијан Даблин   | 9 : 3  | 5:1    | 4:2    | Рил                 | Велс                 |
| Север             | 13  | [[Северна Ирска]]   | Лизбурн Лисбурн    | 3 : 6  | 2:3    | 1:3    | ТПС Турку           | Финска               |
| Север             | 14  | Летонија            | Рига, Рига         | 3 : 2  | 1:2    | 2:0    | Филкир, Рејкјавик   | Исланд               |

### Друго коло
Утакмице другог кола се играју у месту првоименоване екипе 5/6. јула, а реванш мечеви 12/13. јула
| Регија          | Меч | Држава               | Клуб                | Укупно | 1. меч | 2. меч | Клуб               | Држава     |
| --------------- | --- | -------------------- | ------------------- | ------ | ------ | ------ | ------------------ | ---------- |
| Југ - Медитеран | А   | Бугарска             | Черноморец          | 1 : 3  | 1:1    | 0:2    | Горица             | Словенија  |
| Југ - Медитеран | Б   | Црна Гора            | Грбаљ               | 2 : 3  | 2:2    | 0:1    | Сиваспор           | Турска     |
| Југ - Медитеран | Ц   | Швајцарска           | Грасхопер           | 5 : 1  | 2:1    | 3:0    | ФК Беса Каваја     | Албанија   |
| Југ - Медитеран | Д   | Република Македонија | Ренова              | 1 : 3  | 1:2    | 0:1    | Бне Сахнин         | Израел     |
| Југ - Медитеран | Е   | Србија               | ОФК Београд         | 2 : 3  | 1:0    | 1:3    | Паниониос          | Грчка      |
| Центар - Исток  | Ф   | Белгија              | Жерминал            | 1 : 2  | 1:1    | 0:1    | Нефтчи Баку        | Азербејџан |
| Центар - Исток  | Г   | Русија               | Сатурн              | 8 : 1  | 7:0    | 1-1    | Ецела              | Луксембург |
| Центар - Исток  | Х   | Молдавија            | Тираспол            | 1 : 3  | 0:0    | 1:3    | Таврија            | Украјина   |
| Центар - Исток  | И   | Аустрија             | Штурм               | 2 : 0  | 2:0    | 0:0    | Шахтјор Солигорск  | Белорусија |
| Центар - Исток  | Ј   | Чешка                | Теплице             | 3 : 3  | 1:3    | 2 : 0  | Хонвед, Будимпешта | Мађарска   |
| Север           | К   | Финска               | ТПС Турку           | 1 : 4  | 1:2    | 0:2    | Одензе             | Данска     |
| Север           | Л   | Шкотска              | Хибернијан Единбург | 0 : 4  | 0:2    | 0:2    | Елфсборг Борос     | Шведска    |
| Север           | M   | Литванија            | Ерканас, Паневежис  | 1 : 7  | 1:3    | 0-4    | Розенборг          | Норвешка   |
| Север           | Н   | Летонија             | Рига, Рига          | 2 : 2  | 1:0    | 1:2    | Бохимијан Даблин   | Ирска      |

### Треће коло
Треће коло ће се играти 19./20. јула а реванш мечеви 26./27. јула. Једанаест екипа победница у овом колу пласирале су се у Куп УЕФА 2008..
| Регија          | Држава     | Клуб           | Укупно           | 1. меч | 2. меч  | Клуб                | Држава      |
| --------------- | ---------- | -------------- | ---------------- | ------ | ------- | ------------------- | ----------- |
| Југ - Медитеран | Израел     | Бне Сахнин     | 1 : 3            | 1:2    | 0:1     | Депортиво ла Коруња | Шпанија     |
| Југ - Медитеран | Грчка      | Паниониос      | 0 : 0            | 0:1    | 0:1     | Наполи Напуљ        | Италија     |
| Југ - Медитеран | Турска     | Сиваспор       | 0 : 5            | 0:2    | 0:3     | Спортинг Брага      | Португалија |
| Југ - Медитеран | Швајцарска | Грасхопер      | 4 : 0            | 3:0    | 1:0     | Черноморец          | Бугарска    |
| Центар - Исток  | Русија     | Сатурн         | 1 : 3            | 1:0    | 0:3 пр. | Штутгарт            | Немачка     |
| Центар - Исток  | Азербејџан | Нефтчи Баку    | 2 : 3            | 2:1    | 0:2     | Васлуј              | Румунија    |
| Центар - Исток  | Француска  | Стад Рен       | 1 : 1 (10:9)пен. | 1:0    | 0:1 пр. | Таврија             | Украјина    |
| Центар - Исток  | Аустрија   | Штурм          | 2 : 1            | 0:0    | 2:1     | Хонвед, Будимпешта  | Мађарска    |
| Север           | Холандија  | НАЦ Бреда      | 1 : 2            | 1:0    | 0:2     | Розенборг           | Норвешка    |
| Север           | Данска     | Одензе         | 2 - 3            | 2:2    | 0-1     | Астон Вила          | Енглеска    |
| Север           | Шведска    | Елфсборг Борос | 1 : 0            | 1:0    | 0-0     | Рига, Рига          | Литванија   |

## Победници
Победници Интертото купа су се пласирали за такмичење у УЕФА купу 2008/09. у које се укључују од другог кола квалификација. 
- Астон Вила
- Депортиво ла Коруња
- Елфсборг
- Грасхопер
- Наполи
- Рен
- Розенборг
- Спортинг Брага
- Штурм
- Штутгарт
- Васлуј